# Pavel Svoboda (moderátor)
Pavel Svoboda (* 16. února 1970 Litvínov) je český moderátor a podnikatel.

## Život
Odmaturoval na gymnáziu v Českých Budějovicích. Studoval na Fakultě stavební ČVUT, ve 2. ročníku přestoupil na kulturologii na Filozofické fakultě Univerzity Karlovy, avšak studia nedokončil. S moderováním začínal v roce 1990 v českobudějovickém Rádiu Faktor, živil se také jako diskžokej. V letech 1992–2002 pracoval v rádiu Vox, poté dva roky působil na rádiu Frekvence 1.
Do roku 1992 moderoval pořad Poker Music na třetím programu Československé televize OK3. Od roku 1994 působí na TV Nova, krátce moderoval pořad Riskuj!. Od roku 2022 moderuje Víkendovou Snídani, první uváděl 16. října 2022. Podniká ve stavebnictví.